# Abbaye de Lacey
L'abbaye de Lacey est une abbaye bénédictine qui se trouve aux États-Unis, à Lacey (Comté de Thurston, État de Washington). Elle appartient à la congrégation américano-cassinaise, fondée en 1855 au sein de la confédération bénédictine.

## Histoire
L'histoire de la communauté bénédictine de l'État de Washington commence en 1891, lorsque la récente paroisse du Saint-Rosaire à Tacoma fait appel aux moines pour subvenir aux besoins spirituels de la communauté catholique de migrants germanophones. L'abbaye de Collegeville envoie le P. Wilhelm Eversmann, osb, comme nouveau curé, et au cours des années suivantes d'autres moines pour fonder une école et un nouveau monastère au sud de Seattle.
Saint Martin's College est fondé en 1895 à Lacey, accueillant des élèves du primaire au collège universitaire. Dans les années 1970, seul le collège universitaire a été conservé. La communauté est actuellement de trente-sept moines, investis en majorité dans le projet universitaire, mais aussi dans les paroisses environnantes, ainsi que dans des hôpitaux. Ils s'occupent aussi des oblats, personnes laïques vivant la spiritualité de saint Benoît autour de l'abbaye.
L'abbaye dispose d'un musée pour le public et organise des concerts, mais elle reste fidèle avant tout à l'hospitalité bénédictine pour des retraites et des sessions d'études.

## Université
L'abbaye dirige une université, située sur un vaste campus, la Saint Martin's University qui accueille 1 250 étudiants de toutes origines.